# Cavades I
Cavades I ou Kavad I (em persa: کواد, Kawād), foi xá do Império Sassânida de 488 a 496 e de 499 a 531. Em seu primeiro reinado, de onze anos, ele foi antecedido por Balas e sucedido por Zamasfes, filho de Perozes I. Em seu segundo reinado, de 30 anos, sucedeu a Zamasfes e foi sucedido por seu filho Cosroes I.
Cavades era da fé Mazdakism, uma religião dualista. Durante seu reinado, uma estranha forma de fanatismo religioso surgiu mostrando-se muito ameaçador para a comunidade judaica. Quando Cavades fugiu para o exílio (497-501), ele foi para o norte, com os hunos brancos, também chamados de turcos, e foi acompanhado por dois leigos nestorianos.

## Governo

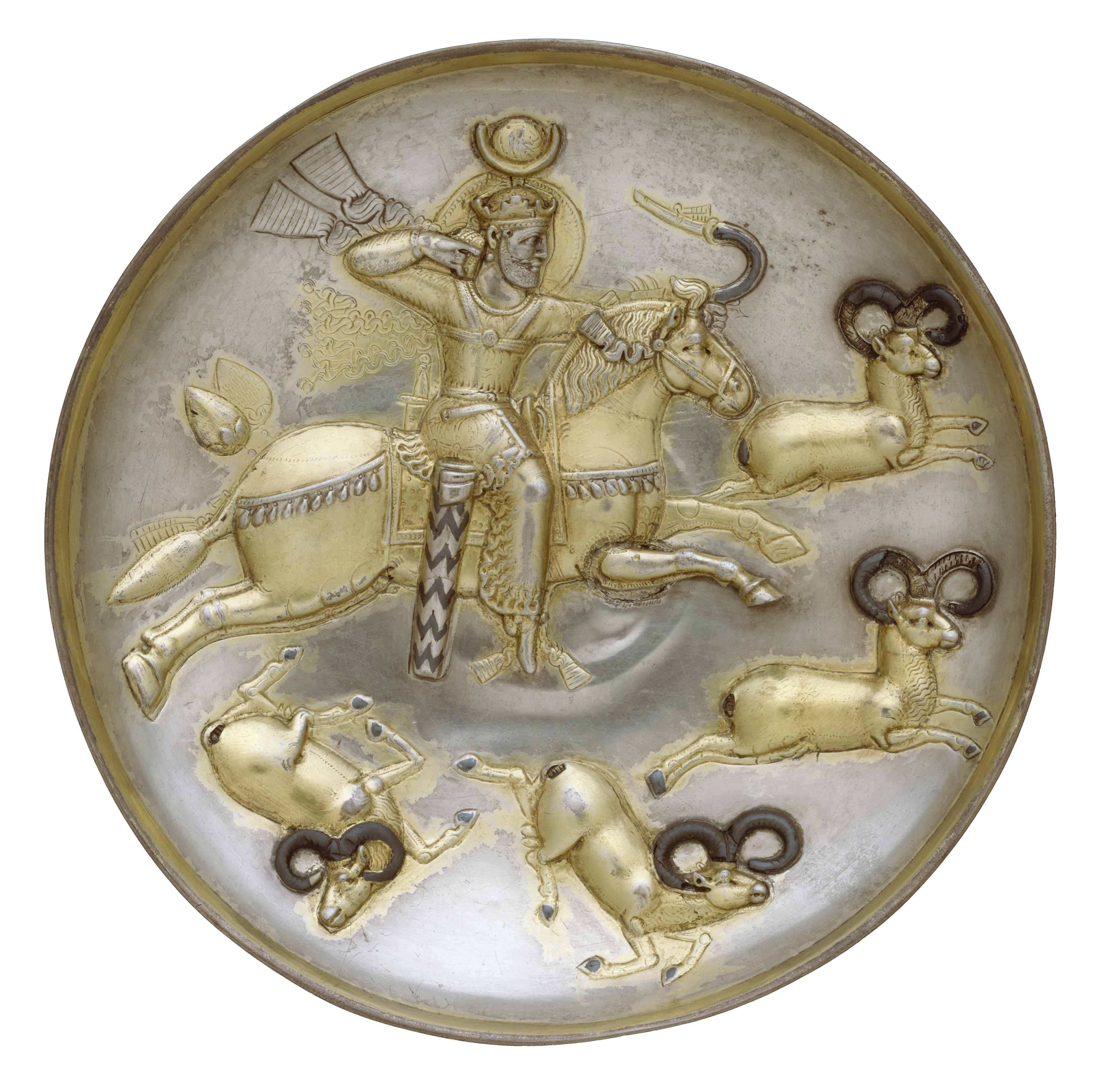
Placa de um rei sassânida caçando carneiros, talvez Cavades I.

Desde a morte de Sapor II até a primeira coroação de Cavades I, houve um período amplamente pacífico com os romanos (nesta época, o Império Romano ou Bizantino Oriental) envolvidos em apenas duas breves guerras com o Império Sassânida, a primeira em 421-422 e a segunda em 440.
Cavades I foi um governante enérgico e reformista. Ele deu seu apoio à seita fundada por Mazaces, filho de Bandade, que exigia que os ricos dividissem suas esposas e sua riqueza com os pobres. Ao adotar a doutrina dos masdaquitas, sua intenção evidentemente era quebrar a influência dos magnatas e da crescente aristocracia. Essas reformas o levaram a ser deposto e preso no Castelo do Esquecimento no Cuzistão, e seu irmão mais novo Zamasfes tornou-se rei em 496. Cavades, no entanto, escapou rapidamente e recebeu refúgio do rei heftalita.
Zamasfes (496–498) foi posto no trono sassânida após a deposição de Cavades I por membros da nobreza. Ele era um rei bom e gentil; ele reduziu os impostos para melhorar a condição dos camponeses e dos pobres. Ele também era um adepto da religião zoroastriana dominante, cujas diversões custaram a Cavades I seu trono e sua liberdade. O reinado de Zamasfes logo terminou, porém, quando Cavades I, à frente de um grande exército concedido a ele pelo rei Heftalita, voltou à capital do império. Zamasfes desceu de sua posição e devolveu o trono a seu irmão. Nenhuma outra menção a Zamasfes é feita após a restauração de Cavades I, mas é amplamente acreditado que ele foi tratado favoravelmente no tribunal de seu irmão.
A segunda era dourada começou após o segundo reinado de Cavades I. Com o apoio dos heftalitas, Cavades lançou uma campanha contra os romanos. Em 502, ele conquistou Teodosiópolis na Armênia, mas a perdeu logo depois. Em 503 ele conquistou Amida no rio Tigre. Em 504, uma invasão da Armênia pelos hunos ocidentais do Cáucaso levou a um armistício, ao retorno de Amida ao controle romano e a um tratado de paz em 506. Em 521/522 Cavades perdeu o controle da Lázica, cujos governantes mudaram sua aliança para o Romanos; uma tentativa dos ibéricos em 524/525 de fazer o mesmo desencadeou uma guerra entre Roma e a Pérsia.
Em 502, quando Cavades atacou o território bizantino. Acredita-se que a causa principal da ação bélica de Cavades tenha sido a retesa situação interior que vivia o Império Sassânida. Cavades tivera de impor-se frente a poderosos adversários, e apenas conseguira manter-se no trono graças à ajuda do Império Heftalita, pois a seita revolucionária dos mazdaquitas estava causando transtornos. Segundo a crônica de Josué, o Estilita, que detalha a guerra, Cavades exigira dinheiro ao imperador do Oriente Anastácio I Dicoro (r. 491–518), mas o imperador não acedera. Em 502, ele rapidamente capturou a despreparada cidade de Teodosiópolis (atual Erzurum), e sitiou Amida (atual Diarbaquir). O sítio da cidade-fortaleza provou ser mais difícil que Cavades esperava; os defensores repeliram os assaltos persas por três meses antes de serem derrotados. Em 503, os bizantinos tentaram um cerco mal-sucedido à Amida persa enquanto Cavades invadiu Osroena e liderou o sítio a Edessa (atual Şanlıurfa), que terminou do mesmo modo. Em 504, através de um circunvalação renovada em Amida, os bizantinos conseguiram danificar os muros da cidade, porém não foram capazes de retomá-la; ela seria resgatada em 505 através de um pagamento de ca. 493 quilos de ouro aos persas. Naquele ano, um armistício foi alcançado como um resultado de uma invasão da Armênia pelos hunos do Cáucaso; embora os dois poderes tenham negociado, não foi antes de novembro de 506 que um tratado foi acordado.
Em 524-525, o xá sassânida Cavades propôs que o imperador Justino I (r. 518–527) adotasse seu filho, Cosroes I; a prioridade do rei persa era assegurar sua sucessão, que estava ameaçada por seus irmãos e pela seita dos mazdaquitas. A proposta foi inicialmente recebida com entusiasmo pelo imperador bizantino e por seu sobrinho, Justiniano (r. 527–565), mas o questor do palácio sagrado de Justino, Próculo, se opôs. Apesar da ruptura das negociações, não foi até 530 que uma guerra aberta na fronteira oriental irrompeu. Até lá, os dois lados preferiram travar uma guerra através de estados-fantoche, os aliados árabes ao sul e os hunos ao norte.
Tensões entre as duas potências se acirraram ainda mais com a deserção do rei ibérico Gurgenes (r. ca. 526  ) para o lado dos bizantinos. De acordo com Procópio, Cavades tentou forçar os cristãos da Ibéria a se converterem ao zoroastrismo e eles se revoltaram, sob a liderança de Gurgenes, em 524-525 contra a Pérsia, seguindo o exemplo do reino vizinho, também cristão, de Lázica. Gurgenes recebeu o promessas de Justino I de que ele protegeria a Ibéria; os romanos de fato recrutaram os hunos ao norte do Cáucaso para ajudá-los depois disso.
Em 527, uma ofensiva romana contra Nísibis foi repelida e os esforços romanos para fortificar posições perto da fronteira foram frustrados. Em 530, Cavades enviou um exército sob o comando de Perozes para atacar a importante cidade fronteiriça romana de Dara. O exército foi recebido pelo general romano Belisário e, embora superior em número, foi derrotado na Batalha de Dara. No mesmo ano, um segundo exército persa sob Mermeroes foi derrotado em Satala pelas forças romanas sob Sitas e Doroteu, mas em 531 um exército persa acompanhado por um contingente lacmida sob Alamúndaro III derrotou Belisário na Batalha de Calínico, e em 532 foi concluída a chamada Paz Eterna. Embora não tenha conseguido se livrar do jugo dos heftalitas, Cavades conseguiu restaurar a ordem no interior e lutou com sucesso geral contra os romanos orientais, fundou várias cidades, algumas das quais foram nomeadas em sua homenagem, e começou a regulamentar a tributação e administração.
Em seu segundo reinado Cavades reconquistou a província de Hareve, que estava sobre poder dos heftalitas. Hareve serviu como uma casa da moeda; várias medas de ouro (dinares) e cobre foram encontradas em sua capital, que são claramente do período sassânida. Embora os sassânidas não normalmente cunhavam moedas de ouro, Hareve foi uma exceção. Os dinares mostram a figura do rei de um lado, enquanto um altar de fogo do outro. Alguns dos nomes dos governadores nas moedas tem íntima relação com os nomes dos indo-sassânidas, o que sugere que o governador indo-sassânida também controlou Hareve às vezes.
O enviado de Justiniano, Hermógenes, visitou Cavades logo depois da Batalha de Calínico para tentar reabrir as negociações, mas não teve sucesso.
Com sua morte em setembro de 531 subiu ao trono Cosroes I. Além disso, foi possível para Justiniano firmar a chamada Paz Eterna com o seu filho e sucessor, Cosroes I, concluindo assim a Guerra Ibérica que havia sido iniciada em 526.
Após o reinado de Cavades I, seu filho Cosroes I, também conhecido como Anuxirvã ("com a alma imortal"; governou 531–579), ascendeu ao trono. Ele é o mais célebre dos governantes sassânidas. Cosroes I é mais famoso por suas reformas no envelhecido corpo governante dos sassânidas. Ele introduziu um sistema racional de tributação baseado em um levantamento das propriedades fundiárias, iniciado por seu pai, e tentou de todas as maneiras aumentar o bem-estar e as receitas de seu império. Os grandes senhores feudais anteriores colocaram em campo seu próprio equipamento militar, seguidores e retentores. Cosroes I desenvolveu uma nova força de degãs, ou "cavaleiros", pagos e equipados pelo governo central e pela burocracia, amarrando o exército e a burocracia mais estreitamente ao governo central do que aos senhores locais.